# Villa Lind, Kevinge

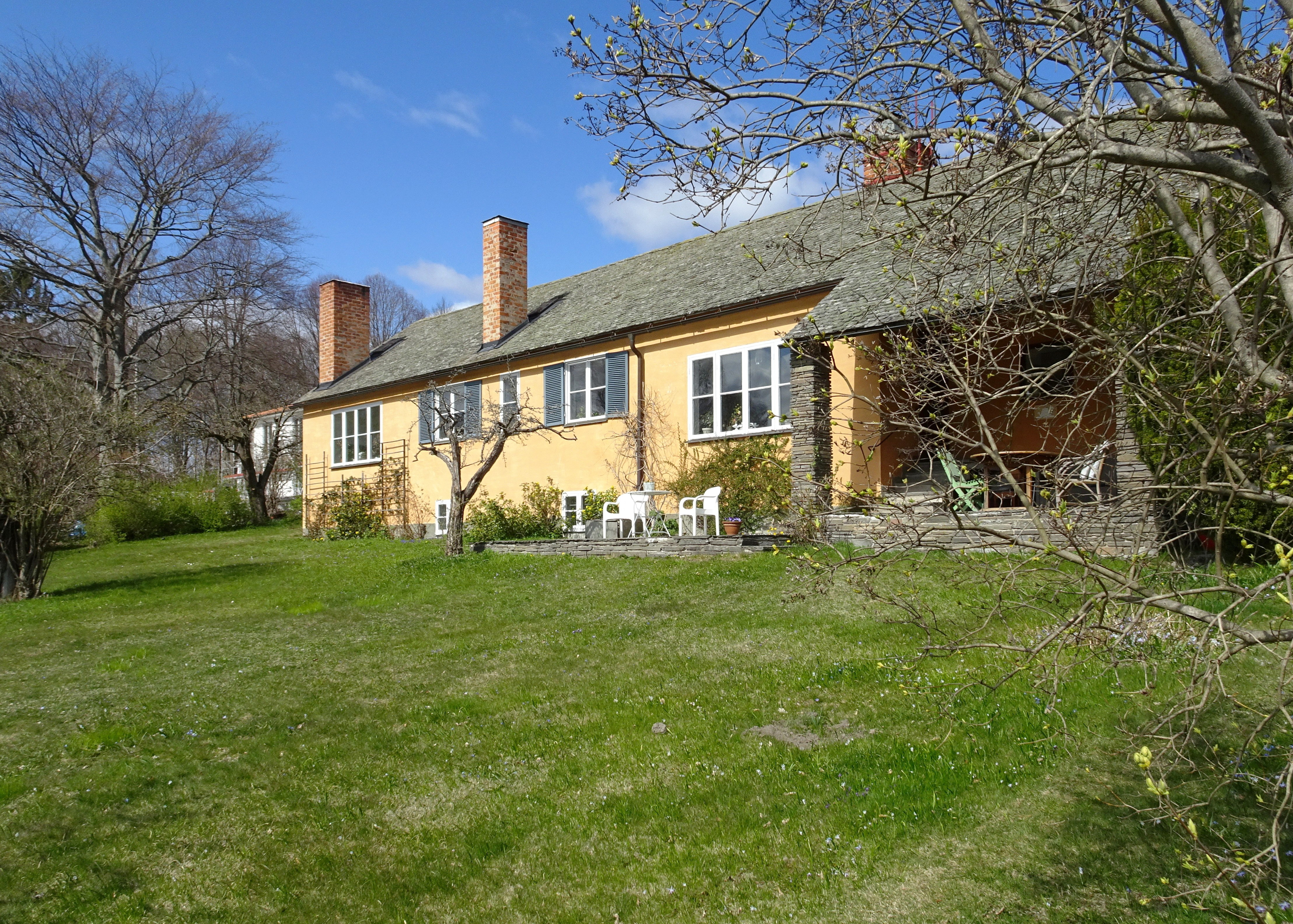
Villa Lind, Kevinge i april 2020.

Villa Lind ligger vid Kevinge strand 27 i Danderyds kommun. Villan uppfördes 1945–1946 för arkitekt Sven Ivar Lind efter egna ritningar som den egna privatbostaden.

## Byggnadsbeskrivning

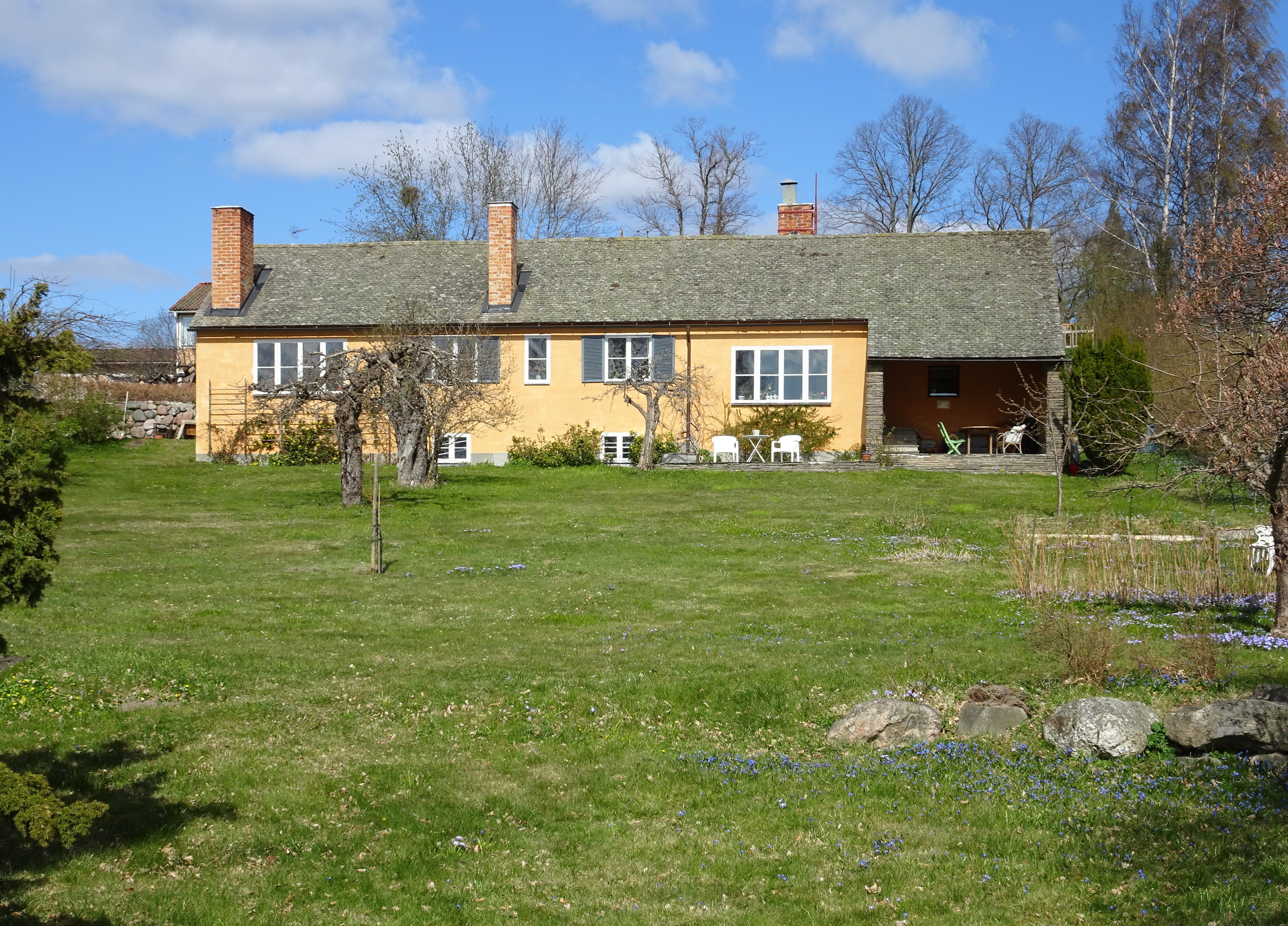
Fasaden och tomten mot söder.

På en södersluttning ner mot Edsviken, strax väster om Kevinge gård, uppfördes 1945–1946 Sven Ivar Linds egen villa. Marken hörde till Kevinge gård och på tomten fanns gårdens växthus, drivbänkar och trädgårdsland. Från den tiden existerar fortfarande några fruktträd.
Lind ritade en liten enplansbyggnad för två vuxna utan barn. Huset fick fem rum och kök samt källare där planens form präglades av att nästan samtliga rum fick söderläge och utsikt mot vattnet. Genom att kök och matsal lagts ett par steg under huvudplanet fick man kortare trappförbindelser mellan matsal och loggia, kök och källare. På vinden inrättades ett gavelrum och i källarvåningen anordnades tvättstuga och ett hobbyrum. I norr och i en egen med huvudbyggnaden sammanfogad volym lades garage och ett litet gästrum.
Exteriört fick byggnaden tydlig inspiration från franska lanthus. Lind var väl förtrogen med fransk arkitektur och hade under några år omkring 1930 eget arkitektkontor i Paris. Väggmaterialet består av putsad lättbetong som ursprungligen var riven med tegelsten, vilket gav en lätt rosa färgton (idag avfärgat i varmgul kulör). Det flacka sadeltaket täcktes med glavaskiffer, även den delvis ouppvärmda östra gavelväggen kläddes med glavaskiffer. Några höga, ursprungligen vitslammade, skorstenar ger huset karaktär. Arkitektkollegan Leif Reinius beskrev huset som ett självporträtt av Lind, "förfinat, blekt och klassiskt klart".
Byggnaden konstruerades av civilingenjör Sven Tyrén, grundare av konsultbyrån Tyréns. En lokal byggmästare uppförde huset på löpande räkning vilket Lind tyckte var en ”trevlig och bra form för ett villabygges bedrivande”. Lind presenterade sin villa i facktidskriften Byggmästaren 1949.

### Historiska bilder från 1949

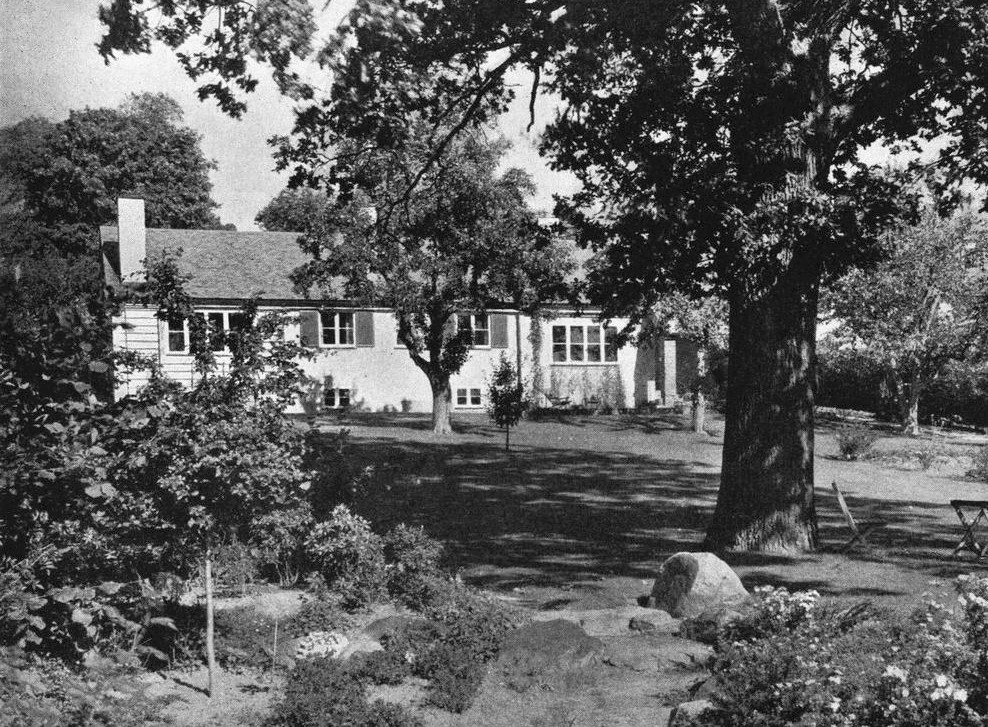
Fasaden och tomten mot söder.
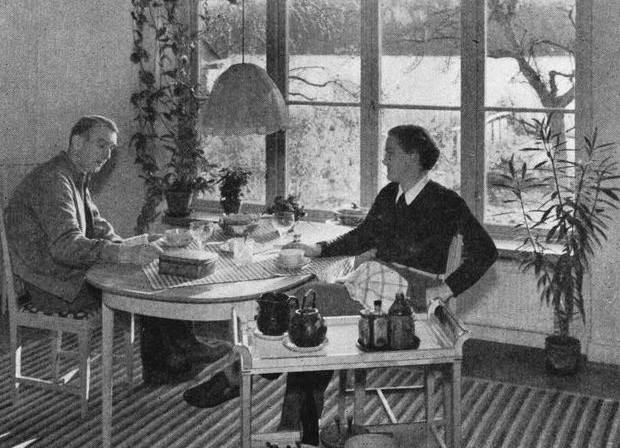
Husherren med hustru i matsalen.
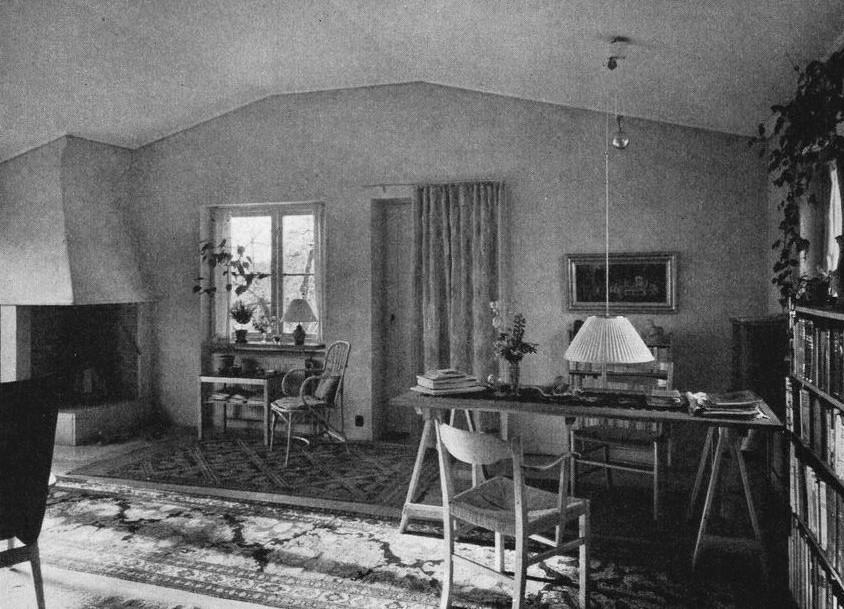
Bibliotek och vardagsrum.
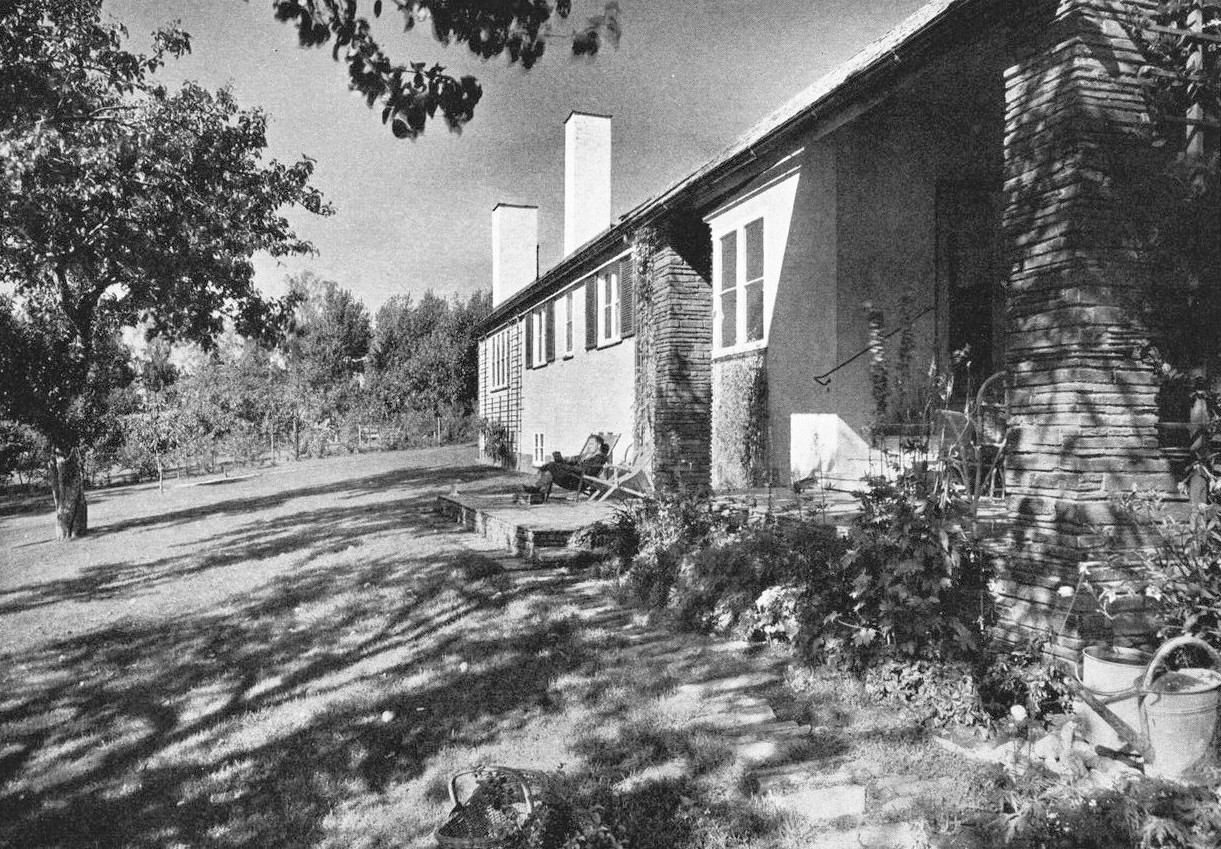
Söderfasaden, husherren i vilstol.